# Dave Hathcock
Pour les articles homonymes, voir Hathcock.
(en) Statistiques sur pro-football-reference
David Gary Hathcock (né le 20 juillet 1943 à Memphis) est un joueur américain de football américain.

## Enfance
Natif de Memphis, Hathcock passe ses années de lycéen à la Kingsbury High School. Il décroche la première bourse d'études à l'université de Memphis spécialement pour l'athlétisme. 

## Carrière

### Université
À son arrivée, Dave se spécialise dans les courses de haies et les compétitions de sauts. Au moment de l'arrêt de sa carrière d'athlète en 1965, il désire continuer à pratiquer un sport et intègre l'équipe de football américain dirigée par Billy J. Murphy. Lors de la saison 1966, il impressionne comme meneur de la défense et est remarqué par de nombreux recruteurs professionnels. 

### Professionnel
Dave Hathcock est sélectionné au dix-septième tour de la Draft de la NFL de 1966 par les Packers de Green Bay au 258e choix. Il dispute quatorze matchs de saison régulière en 1966 avec le groupe de Vince Lombardi, remportant le premier Super Bowl. Échangé en 1967 aux Giants de New York, Hathcock ne joue que six rencontres pendant la saison suivante et doit faire face à des problèmes de genou, mettant un terme à sa carrière en NFL.
Par la suite, le joueur se reconvertit dans l'éducation dans la région de Memphis et entraîne également certaines équipes de football. 